# Cecropia obtusa
Cecropia obtusa är en nässelväxtart som beskrevs av Trec.. Cecropia obtusa ingår i släktet Cecropia och familjen nässelväxter. Inga underarter finns listade i Catalogue of Life.